# Juan Infante (calciatore)
Juan Infante (José C. Paz, 7 gennaio 1996) è un calciatore argentino, difensore dell'Atl. Tucumán.

## Caratteristiche tecniche
È un terzino sinistro.

## Carriera
Cresciuto nel settore giovanile del Platense, debutta in prima squadra l'8 settembre 2014 in occasione dell'incontro di Primera B Metropolitana vinto 1-0 contro il Deportivo Morón.

## Statistiche

### Presenze e reti nei club
Statistiche aggiornate al 31 luglio 2021.
| Stagione        | Squadra         | Campionato      | Campionato | Campionato | Coppe nazionali | Coppe nazionali | Coppe nazionali | Coppe continentali | Coppe continentali | Coppe continentali | Altre coppe | Altre coppe | Altre coppe | Totale | Totale |
| Stagione        | Squadra         | Comp            | Pres       | Reti       | Comp            | Pres            | Reti            | Comp               | Pres               | Reti               | Comp        | Pres        | Reti        | Pres   | Reti   |
| --------------- | --------------- | --------------- | ---------- | ---------- | --------------- | --------------- | --------------- | ------------------ | ------------------ | ------------------ | ----------- | ----------- | ----------- | ------ | ------ |
| 2014            | Platense        | PBM             | 2          | 0          | CA              | 0               | 0               |                    | -                  | -                  |             | -           | -           | 2      | 0      |
| 2015            | Platense        | PBM             | 28         | 0          | CA              | 0               | 0               |                    | -                  | -                  |             | -           | -           | 28     | 0      |
| 2016            | Platense        | PBM             | 14         | 0          | CA              | 0               | 0               |                    | -                  | -                  |             | -           | -           | 14     | 0      |
| 2016-2017       | Talleres (C)    | PD              | 1          | 0          | CA              | 0               | 0               |                    | -                  | -                  |             | -           | -           | 1      | 0      |
| 2017-2018       | Platense        | PBM             | 31         | 1          | CA              | 3               | 0               |                    | -                  | -                  |             | -           | -           | 34     | 1      |
| 2018-2019       | Platense        | PN              | 25         | 0          | CA              | 1               | 0               |                    | -                  | -                  |             | -           | -           | 26     | 0      |
| 2019-2020       | Platense        | PN              | 20         | 1          | CA              | 1               | 0               |                    | -                  | -                  |             | -           | -           | 21     | 1      |
| 2020            | Platense        | PN              | 10         | 0          |                 | -               | -               |                    | -                  | -                  |             | -           | -           | 10     | 0      |
| 2021            | Platense        | PD              | 4          | 0          | CA+CdL          | 0+10            | 0               |                    | -                  | -                  |             | -           | -           | 14     | 0      |
| Totale carriera | Totale carriera | Totale carriera | 104        | 2          |                 | 15              | 0               |                    | -                  | -                  |             | -           | -           | 119    | 2      |